# Jorge Meléndez Ramírez
Jorge Meléndez ( San Salvador, 15 avril 1871 - Idem, 22 novembre 1953) est un homme politique salvadorien.  
Frère de Carlos Meléndez et beau-frère de Alfonso Quiñónez Molina, il est président du Salvador du 1er mars 1919 au 1er mars 1923. 

## Biographie
Ses parents sont Rafael Meléndez, tailleur, marié à Mercedes Ramírez (fille de Norberto Ramírez, président du Salvador du 20 septembre 1840 au 7 janvier 1841, d'origine nicaraguayenne, qui avait également été président du Honduras). 
Son frère Carlos est président du Salvador du 9 février 1913 au 29 août 1914 et du 1er mars 1915 au 21 décembre 1918, et sa sœur Leonor est mariée à Alfonso Quiñónez Molina, président du 29 d’août 1914 au 1er mars 1915, du 21 décembre 1918 au 1er mars 1919 et du 1er mars 1923 au 1er mars 1927). 
Jorge Meléndez a trois enfants avec son épouse Tula Mazzini : Jorge (mort jeune), María de los Ángeles et Ricardo. 

## Présidence
Jorge Meléndez a été élu pour la période 1919-1923 et reçoit de fait la présidence de la République de son beau-frère Alfonso Quiñónez Molina, le 1er mars 1919. En tant que vice-président, il choisit ce même Quiñonez Molina.

## Révolte
L'élection présidentielle de 1919 est donc organisée et gagnée par le clan Melendez-Quiñonez. Après les élections, la Garde nationale a été envoyée pour arrêter le candidat de l'opposition, Arturo Araujo.
Les quatorze familles (des grandes familles de propriétaires) accordent un soutien large au nouveau président et au clan. Ils sont soutenus dans leur contrôle de la plupart des terres et des richesses du Salvador. C'est le cas des familles de Sola, Llach, Hill, Duenas, Dalton Regalado, Quinonez et Salaverría.
Après la prise de fonction du président, Araujo et le général Juan Amaya ont tenté une révolution transfrontalière avec le soutien du gouvernement hondurien. Ils sont entrés au Salvador avec trois cents hommes. L'armée salvadorienne les a vaincus après une dure bataille et ils ont dû se replier au Honduras. Araujo est élu président en 1931, mais est destituée cette même année par un coup d'état, qui marque le début de la période des dictatures militaires au Salvador.